# Heidi Klum
Heidi Klum (Bergisch Gladbach, Észak-Rajna-Vesztfália, NSZK, 1973. június 1. –) Primetime Emmy-díjas német szupermodell, műsorvezető, színésznő, énekesnő, divattervező, televíziós producer.

## A kezdetek
Heidi Klum 1973. június 1-jén született egy német kisvárosban, Bergisch Gladbach-ban. Apja, Günther egy kozmetikai cégnél dolgozott, anyja, Erna pedig fodrász volt, leányuk így már ifjú korától kezdve a szépségipar közelében élt.

## Karrierje
A tizennyolc éves középiskolást egy modellversenyen reklámarcnak választották. Bár a lány nem is gondolta volna, hogy érdemes ezzel foglalkozni, barátja ösztönözte arra, hogy küldje el fotóit. A „Model ’92” verseny, amelyet a Petra magazin és a New York modellügynökség szervezett, kemény válogatás után 30-40 jelentkezőt meghívott Münchenbe, akik közül ki a legszerencsésebb megjelenhetett Thomas Gottschalk Samstagabendshow című szórakoztató műsorában. Heidi bejutott az első három közé, majd a döntőben őt választották „Model ’92”-nek. Három évre leszerződtette a Metropolitan modellügynökség. Modellként először a Petrol katalógusában szerepelt. Párizsban és Milánóban modellkedett, majd az Egyesült Államokba szerződött.
Először Miamiban dolgozott, majd átköltözött New Yorkba. Folyamatosan kezdett munkákat kapni. Megjelent magazinokban reklámfiguraként: Bonne Bell (ahol Denise Richards is), Finesse, Gerry Weber, Givenchy’s Amarige, I-N-C, és nagyot alakított a Victoria’s Secret hirdetési kampányában. A Victoria’s Secret egyik „angyalaként” szupermodellé vált, mint Yasmeen Ghauri, Tyra Banks, Helena Christensen és Stephanie Seymour. Heidi szerepelt olyan magazinok címlapján, mint a Bride’s, Cosmopolitan, Self, Glamour és a Mademoiselle, az 1998-as Sports Illustrated fürdőruha kiadványában is megjelent, ami előtte csak olyan modelleknek sikerült, mint Vendela, Elle MacPherson vagy Tyra Banks.
Ezután következett a színészi karrier. Heidi megjelent az ABC televízió Spin City c. vígjáték-sorozatában, illetve kisebb filmszerepekben, például az 54 c. filmben. Jelenleg az Elite Model Management-tel áll szerződésben. Sikeres évet zárt 2001-ben, amikor feltűnt a Szex és New York sorozatban Sarah Jessica Parkerrel, illetve a „Blow Dry” c. filmben (ahol megcsillogtathatta apjának köszönhető fodrásztapasztalatát). 2003-ban a CSI: Miami helyszínelők című sorozat Vértestvérek című epizódjában önmagát alakította.
Németországban ő vezeti az Americas Next Top Model német verzióját, a Germany’s Next Topmodelt.

## Magánélete
Heidi 1997-ben férjhez ment Ric Pipino fodrászhoz. 2003-ban szakítottak, ekkor Heidi a Red Hot Chili Peppers énekesével létesített viszonyt, de a rocker hűtlensége miatt ez is megszakadt.
Később a Formula–1-es csapatvezetőtől, Flavio Briatore-tól született egy lánya, Helene „Leni” Klum (2004. május 4.). A férfi elhagyta Heidit és közös gyermeküket.
2005. május 10-én Mexikóban fogadott örök hűséget Seal brit énekesnek. Két fiuk, Henry Günther Ademola Dashtu Samuel (2005. szeptember 12.), Johan Riley Fyodor Taiwo Samuel (2006. november 22.) és egy lányuk Lou Sulola Samuel (2009. október 9.) született. Hét év házasság után, 2012. április 6-án váltak el.
2014-től három éven át a művészeti kurátor Vito Schnabellel élt.
2018 májusában bejelentette új kapcsolatát a Tokio Hotel gitárosával, Tom Kaulitz-cal. 2019 februárjában titokban összeházasodtak, az esküvői ünnepséget 2019 augusztusában tartották meg a Christina O nevű yachton.